# Meu Santo É Forte
Meu Santo É Forte é o segundo extended play (EP) lançado pela cantora paulista MC Tha. O EP é composto por cinco faixas que consistem em regravações de canções com elementos musicais ligados à Umbanda lançadas por Alcione a partir dos anos 1970. As versões relançadas por Tha mesclam  funk, afropunk, mpb e pop junto a batidas de terreiro.

## Antecedentes e produção
O trabalho foi idealizado por MC Tha a partir de comparações feitas por fãs nas redes sociais que apontavam a semelhança de Tha com Alcione quando mais jovem. Nesse contexto, Tha cogitou regravar músicas da cantora para relançar em seguida, ideia que motivou uma intensa pesquisa na discografia de Marrom, que começou a lançar material fonográfico ainda nos anos 1970.
A pesquisa foi concluída e ensejou a escolha de cinco canções a serem regravadas por Tha sob a estética musical afro percussiva, contando ainda com a presença de batidas de funk, gênero musical predominante nas músicas da artista. As releituras mesclam, ainda batidas de terreiro que remontam à Umbanda, religião de Tha.
O material do EP foi lançado junto a um material audiovisual produzido pela equipe da artista, que faz referência direta a programas musicais que remontam a televisão dos anos 1970 e 1980, com menção relevante ao programa Alerta Geral, que à época era comandado por Alcione, que recebia músicos para apresentações musicais e debates sobre temas importantes da época. MC Tha chamou o programa de "Clima Quente Show", disponibilizado-o no Youtube simultaneamente ao lançamento do álbum. 
O material audiovisual reflete, ainda, um dos objetivos do novo EP, uma vez que Tha sonha em cantar sobre orixás e entidades da Umbanda em emissoras de televisão, algo que ainda considera distante. Nesse sentido, destaca que é necessário mudar a realidade da música de terreiro no Brasil, e para tal utilizou-se em uma produção musical que destacou elementos de gêneros musicais do mainstream.

## Lista de faixas
| Versão padrão  |                                          |         |  |
| N.º            | Título                                   | Duração |  |
| 1.             | "Agolonã"                                | 4:21    |  |
| 2.             | "São Jorge" (ft. Jongo Dito Ribeiro)     | 3:14    |  |
| 3.             | "Figa de Guiné" (ft. Jongo Dito Ribeiro) | 2:21    |  |
| 4.             | "Afreketê" (ft. MU540)                   | 3:12    |  |
| 5.             | "Corpo Fechado" (ft. Jongo Dito Ribeiro) | 3:51    |  |
| Duração total: | Duração total:                           | 17:01   |  |